# The Flirts
The Flirts sono state un gruppo musicale Hi-NRG e Italo disco statunitense.

## Storia del gruppo
Create dal produttore Bobby Orlando, le Flirts hanno subito numerose variazioni nella formazione nel corso della sua storia. Le cantanti che si sono succedute comprendono: Christina Criscione, Christy Angelica, Debby Gaynor, Geri Mckeon, Holly Kerr, Jodie Rocco, Linda Jo Rizzo, Pamela Moore, Rebecca Sullivan, Tricia Wygal e Trish Vogel.
I loro singoli più famosi furono Passion, Danger, Helpless, Jukebox (Don't Put Another Dime)
You & Me fu il loro unico singolo a raggiungere la prima posizione della Billboard Hot Dance Club Play.
Il gruppo produsse sei album nell'arco di un decennio, ed ha continuato ad apparire in numerose compilation.
Le Flirts apparirono anche in un film tedesco, dal titolo Feel the Motion..

## Discografia

### Album
- 1982: 10¢ a Dance
- 1983: Born to Flirt
- 1984: Made in America
- 1985: Blondes Brunettes & Redheads
- 1986: Questions of the Heart
- 1992: Take A Chance On Me

### Raccolte
- 1983: Flirt With The Flirts (Netherlands release only)
- 1991: The Best Of The Flirts
- 1993: Greatest Hits
- 1996: Passion - The Best Of
- 2001: Physical Attraction

### Singoli
- 1982: "Jukebox (Don't Put Another Dime)"/"Boy Crazy" (US Dance #28)
- 1982: "Passion" (Belgio #36, Germania #4, Paesi bassi #23, Svizzera #4, US Dance #21)[4]
- 1983: "Calling All Boys" (Germany #57)
- 1983: "Danger" (Switzerland #30)
- 1983: "On The Beach"
- 1984: "Helpless (You Took My Love)" (Germania #13, Svizzera #15, US Dance #12)
- 1985: "Dancing Madly Backwards" (Germania #46, US Dance #47)
- 1985: "You & Me" (US Dance #1)
- 1986: "Miss You" (US Dance #15)
- 1986: "New Toy" (US Dance #5)
- 1986: "All You Ever Think About Is (Sex)"
- 1988: "A Thing Called Love"